# Franz Stämpfli

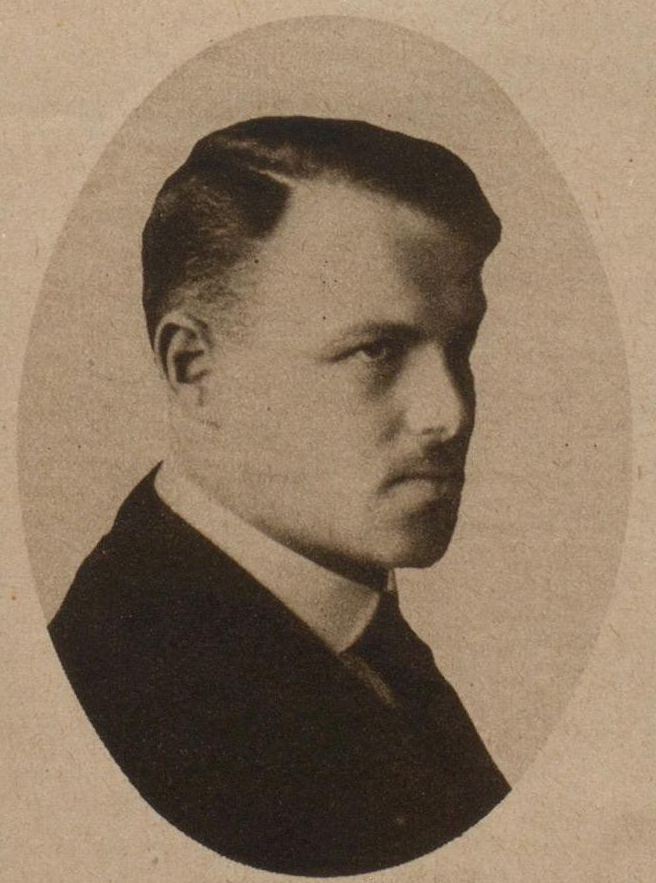
Franz Stämpfli, um 1916

Franz Stämpfli (* 31. Dezember 1881 in Schwarzenburg BE; † 14. Juni 1958 in Unterseen; heimatberechtigt in Moosseedorf) war ein Schweizer Jurist und von 1916 bis 1948 schweizerischer Bundesanwalt.

## Leben
Stämpfli war Sohn des Fürsprechers und Grossrats Albert Stämpfli und der Rosa Stämpfli geb. Herren. Nach dem Gymnasium in Bern war er Jurastudent in Bern und Leipzig. Nach einer Tätigkeit als Fürsprecher war er ab 1906 Kammerschreiber des Obergerichts in Bern, 1909 stellvertretender Staatsanwalt des Kantons Bern und 1911 Obergerichtsschreiber. Von 1916 bis 1948 war er schweizerischer Bundesanwalt, also Leiter der Bundesanwaltschaft. Als Mitglied der Freisinnig-Demokratischen Partei war er auch an zahlreichen Staatsschutzerlassen der Zwischenkriegszeit beteiligt, so an der Demokratieschutzverordnung des Jahres 1938. 1935 wurde in Reaktion auf die Jacobaffäre die Bundespolizei unter seiner Leitung geschaffen.
Stämpfli war seit 1914 mit Rosalie Schweizer verheiratet.